# Żelazowce
| Grupa → | 8 VIIIB |
| ↓ Okres |         |
| ------- | ------- |
| 4       | 26 Fe   |
| 5       | 44 Ru   |
| 6       | 76 Os   |
| 7       | 108 Hs  |

Żelazowce – pierwiastki chemiczne znajdujące się w grupie 8 układu okresowego (dawniej zaliczane do VIII grupy pobocznej, której pierwszą triadę również nazywano żelazowcami) – są to żelazo (Fe), ruten (Ru), osm (Os) i has (Hs).

Żelazowce
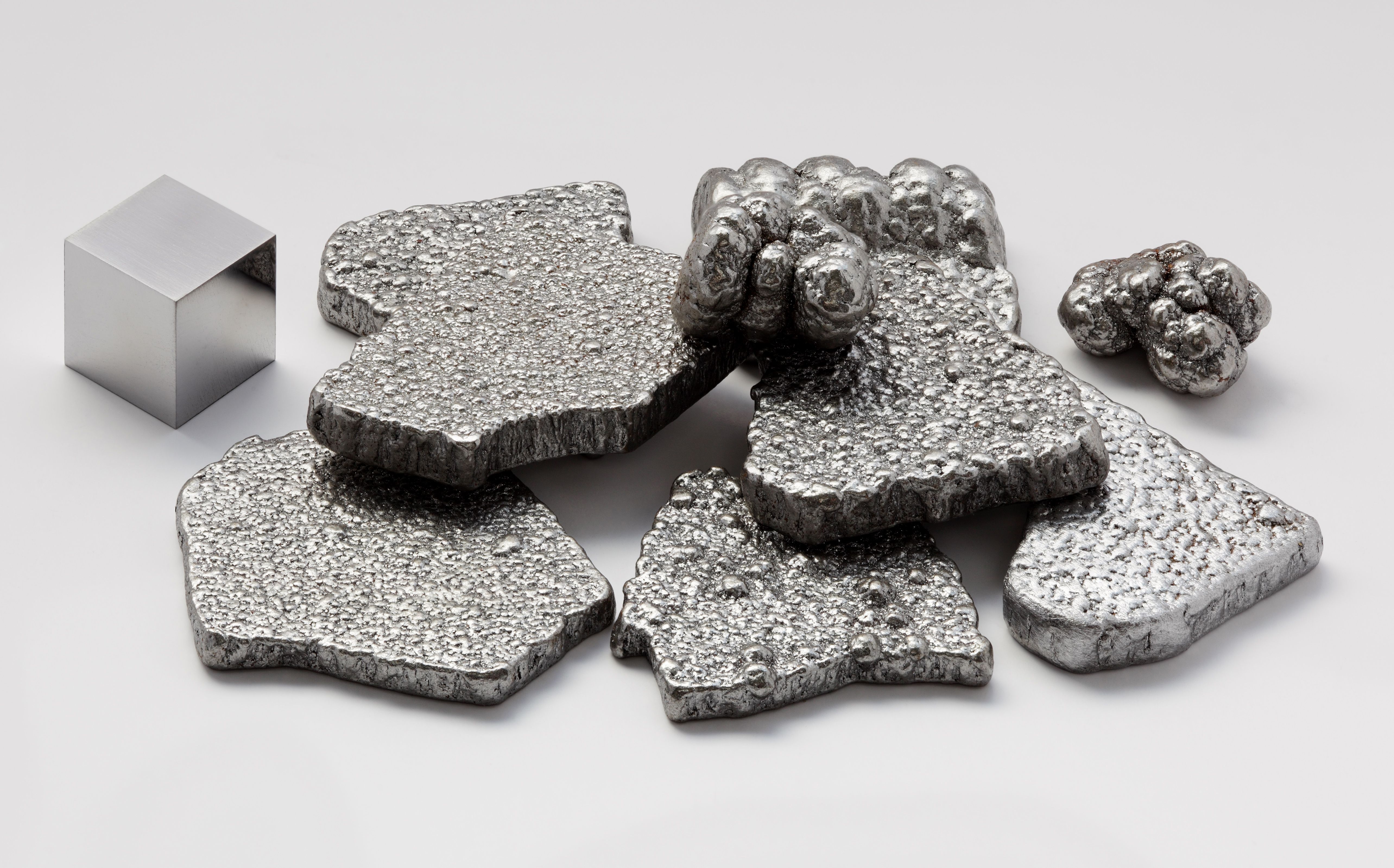
żelazo
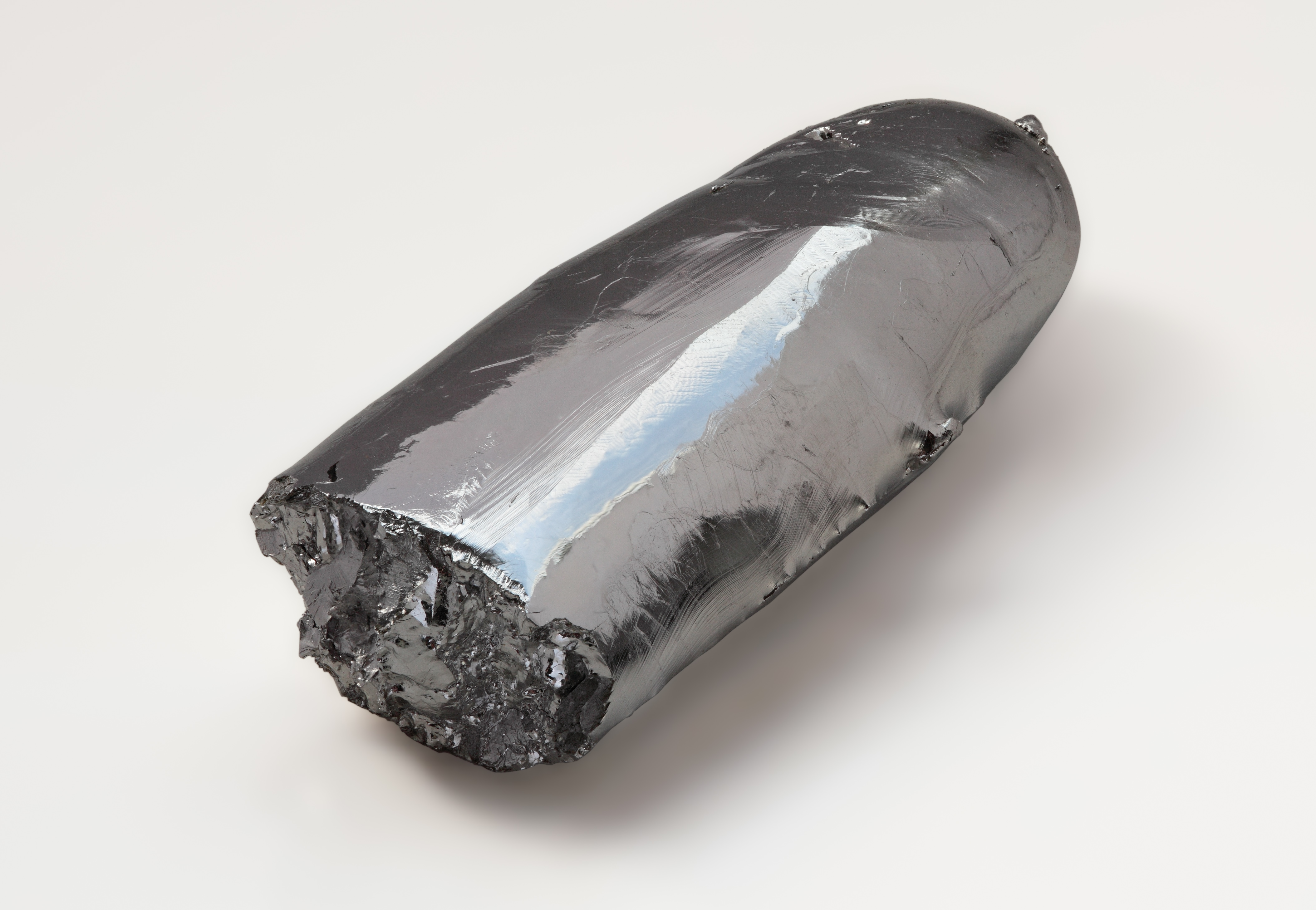
ruten
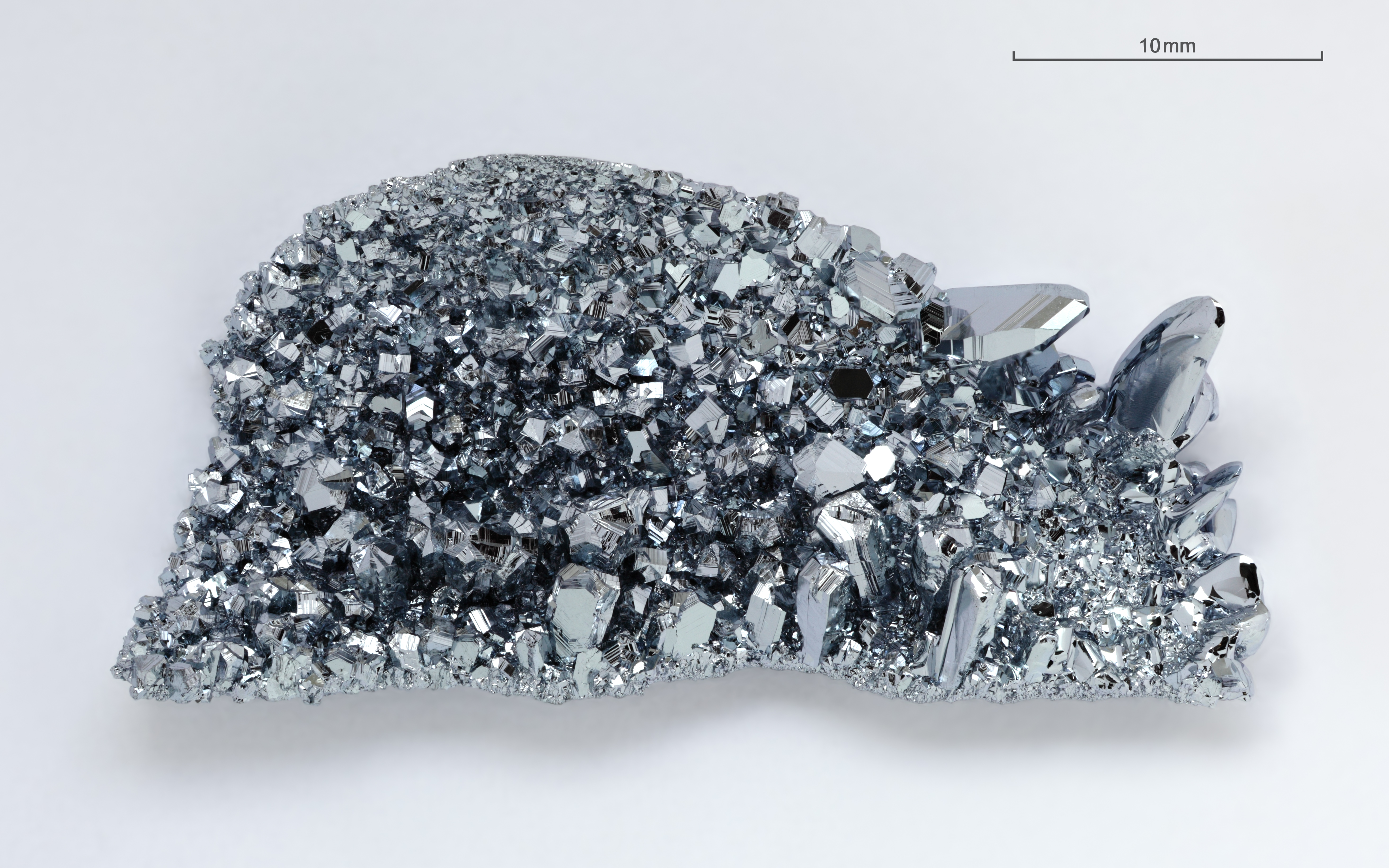
osm